# Stor najade
Stor najade (Najas marina) er en vandplante. Den er udbredt over en stor del af verden, rapporteret i hele Europa, Asien, Afrika, Australien, Amerika og mange oceaniske øer. Den kan findes i mange typer fersk- og brakvand og også i alkaliske søer. Den er sjælden i Danmark, og er på den danske rødliste regnet som en truet art.

## Beskrivelse
Najas marina er enårig og producerer en slank, forgrenet stilk på op til 40 eller 45 centimeter i maksimal længde. De jævnt fordelte blade er op til 4 centimeter lange, 1 til 3 millimeter brede og kantet i små savlignende tænder. Bladet har prikker langs sin midterribbe. Stilkfrie, grønne blomster forekommer i bladakslerne. Planten er tvekønnet, med han- og hunblomster, der forekommer på separate individer.
 Den blomstrer midt på sommeren. 

## Udbredelse og levesteder
Najas marina har en bred, næsten global udbredelse i tempererede og tropiske områder. Den forekommer i mesoeutrofisk vand over dyb tørv eller mudder. Det blev første gang registreret på de britiske øer i 1883 på Hickling Broad i Norfolk. Bestanden faldt i 1960'erne på grund af forurening, men der er taget skridt til at reducere niveauet af næringsstoffer i Norfolk Broads, og vandkvaliteten er forbedret.